# El Campillo (Zamora)
El Campillo es una localidad del municipio de San Pedro de la Nave-Almendra, como también lo es Valdeperdices, situada en la comarca de Tierra del Pan, en la provincia de Zamora, perteneciente a la comunidad autónoma de Castilla y León (España).
La localidad es conocida porque en ella se encuentra desde principios de los años 1930 la iglesia visigótica de San Pedro de la Nave.

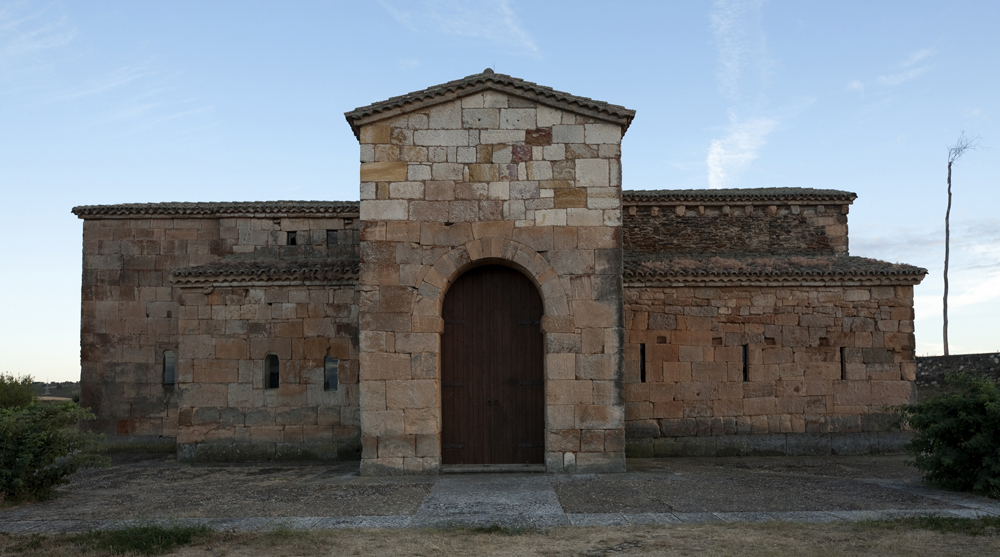
Iglesia visigótica de San Pedro de la Nave
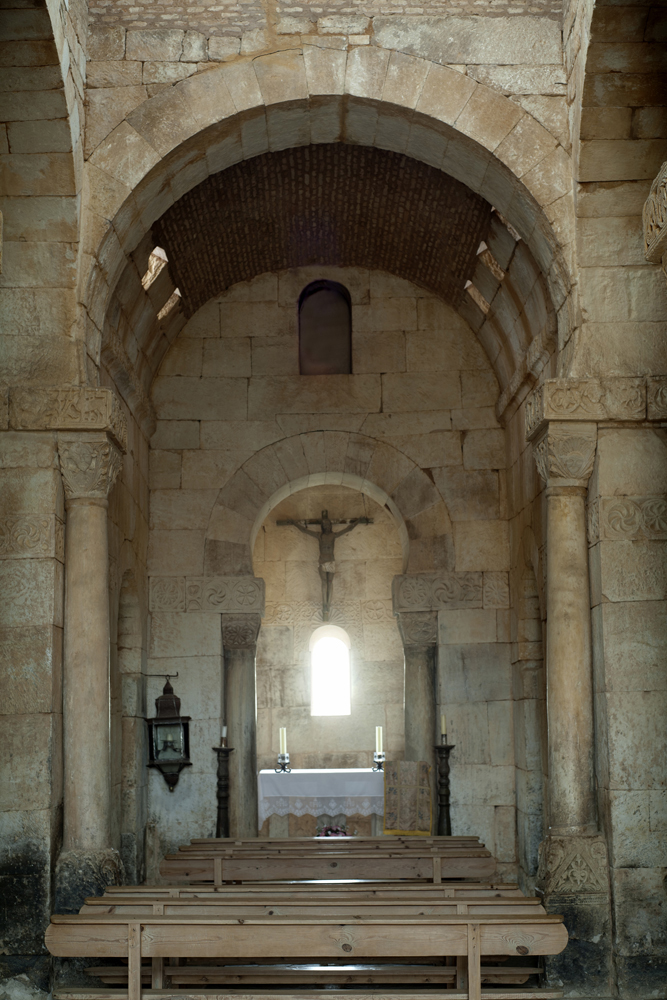
Vista interior del ábside de la iglesia de San Pedro de la Nave
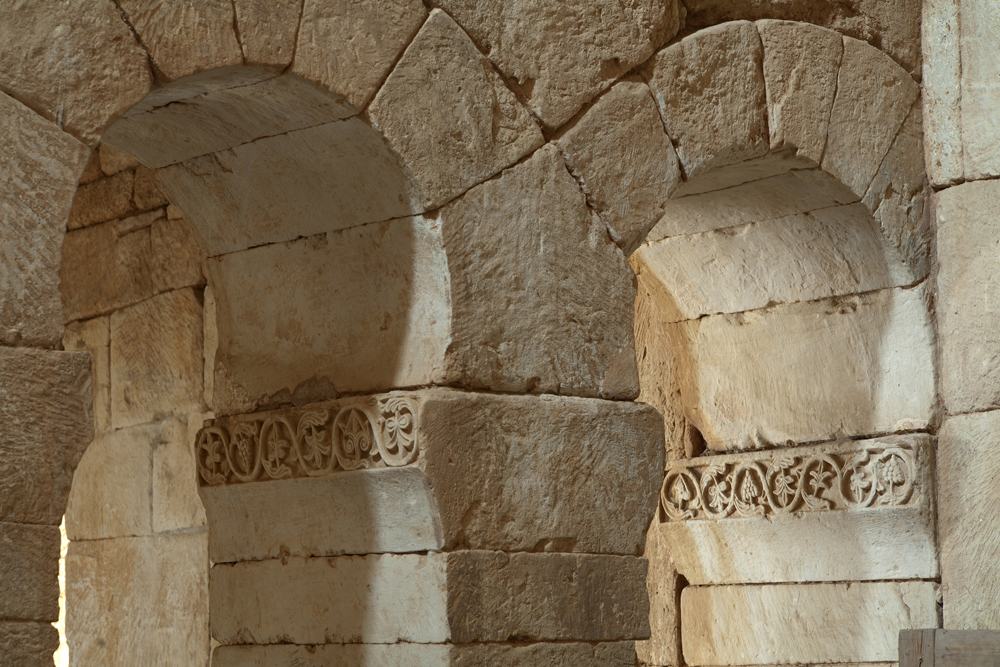
Detalle de los arcos interiores.
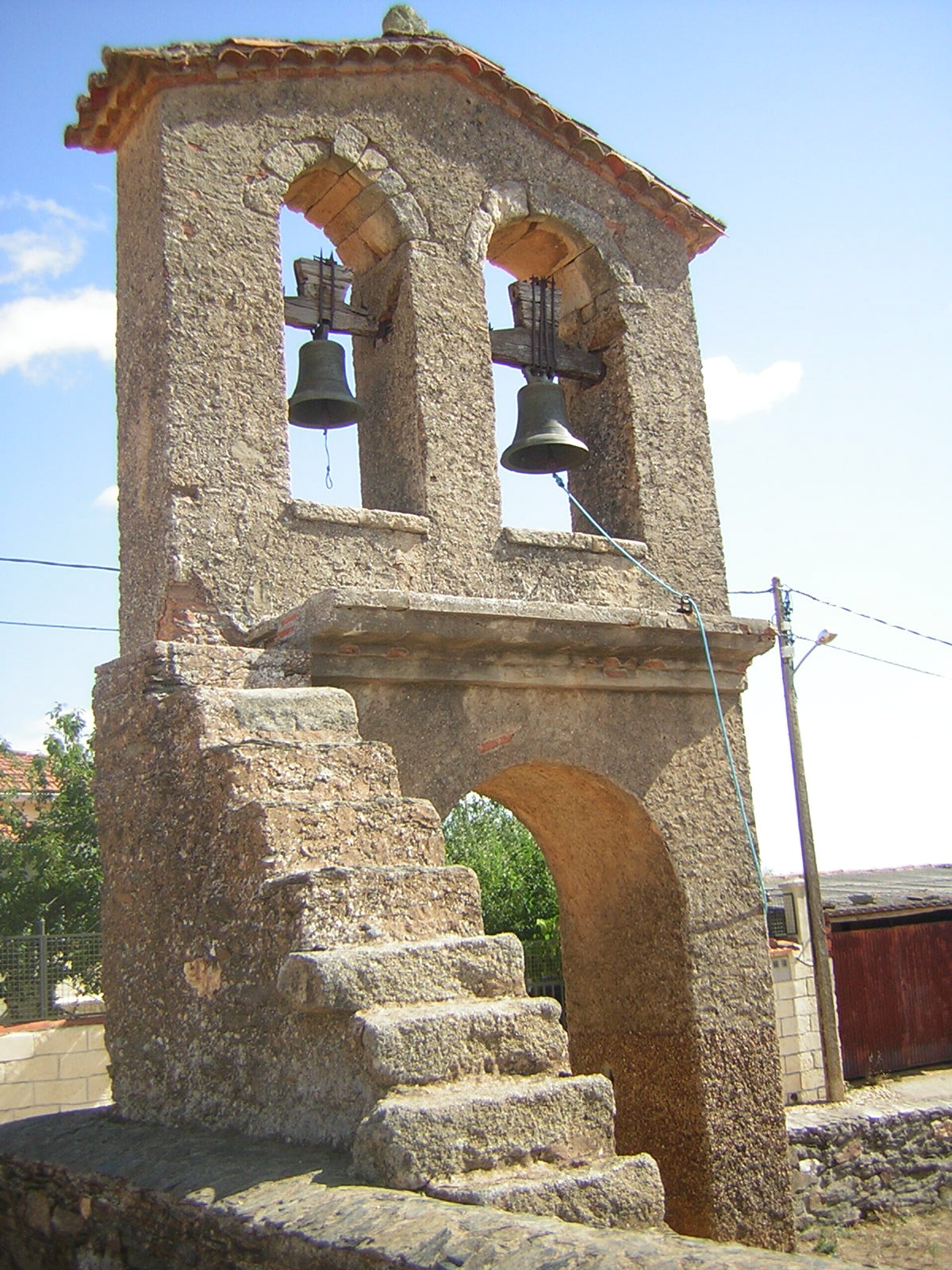
Espadaña de la iglesia de San Pedro de la Nave, situada sobre la cerca que rodea la iglesia.